# Pseudocyclosorus guangxianensis
Pseudocyclosorus guangxianensis là một loài thực vật có mạch trong họ Thelypteridaceae. Loài này được Ching ex Y.X. Ling miêu tả khoa học đầu tiên năm 1999.